# Clytia
Clytia är ett släkte av nässeldjur som beskrevs av Jean Vincent Félix Lamouroux 1812. Clytia ingår i familjen Campanulariidae.

## Bildgalleri

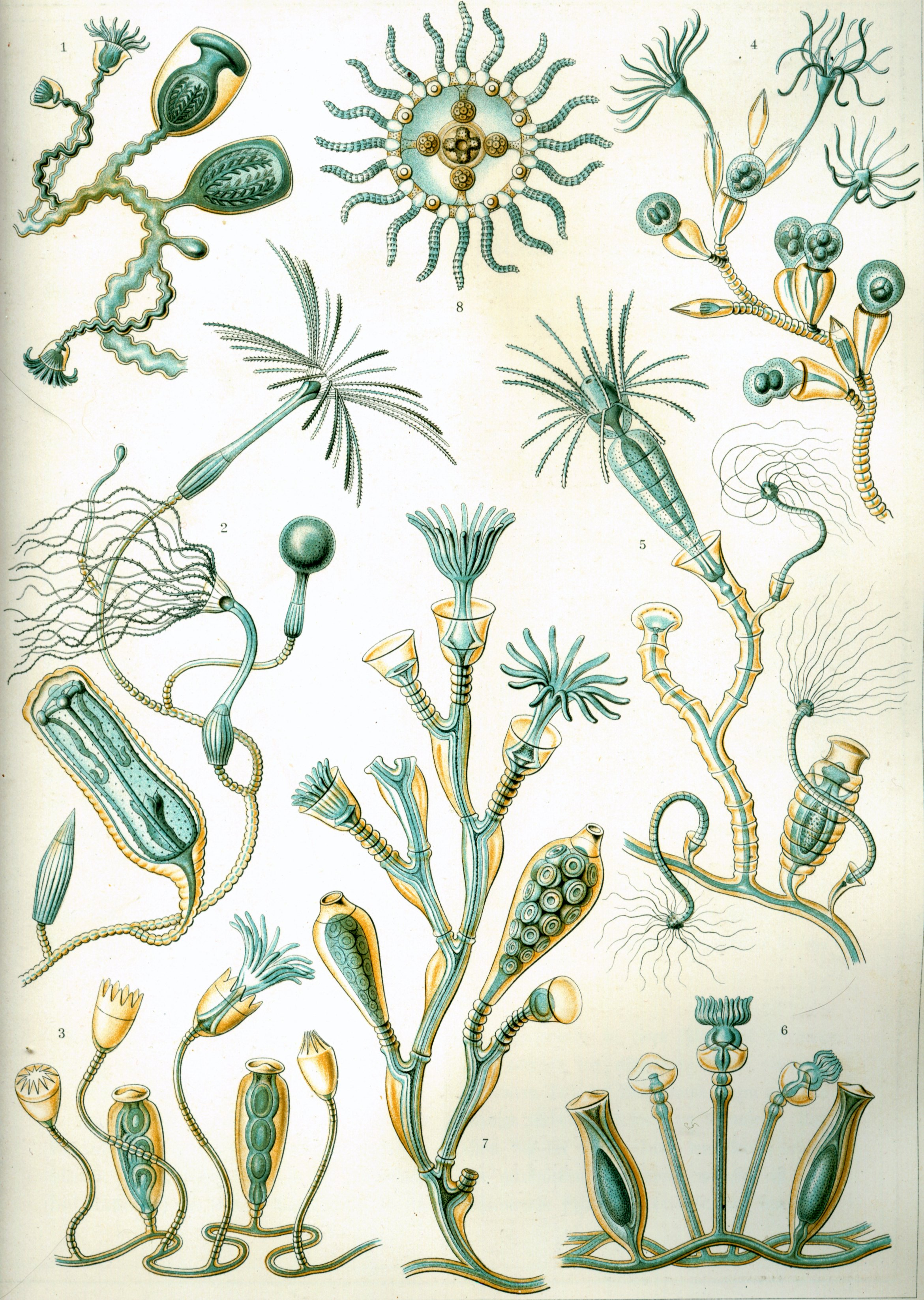

## Dottertaxa tillClytia, i alfabetisk ordning[1][2]
- Clytia ambiguum
- Clytia arborescens
- Clytia attenuata
- Clytia bakeri
- Clytia brevicyatha
- Clytia brunescens
- Clytia cariadentata
- Clytia columbiana
- Clytia crenata
- Clytia cruciferum
- Clytia delicatula
- Clytia discoidea
- Clytia edentula
- Clytia elongata
- Clytia exilis
- Clytia fascicularis
- Clytia folleata
- Clytia foxi
- Clytia gardineri
- Clytia gelatinosum
- Clytia globosum
- Clytia gracilicaulis
- Clytia gracilis
- Clytia gregaria
- Clytia hemisphaerica
- Clytia hendersoni
- Clytia hesperia
- Clytia hexanemalis
- Clytia hummelincki
- Clytia iridescens
- Clytia irregularis
- Clytia islandica
- Clytia kincaidi
- Clytia languida
- Clytia latitheca
- Clytia laxa
- Clytia liguiliformis
- Clytia linearis
- Clytia lomae
- Clytia longitheca
- Clytia maccradyi
- Clytia macrocarpa
- Clytia macrogonia
- Clytia macrotheca
- Clytia malayense
- Clytia mccradyi
- Clytia multiannulata
- Clytia multidentata
- Clytia noliformis
- Clytia pacificum
- Clytia paradoxa
- Clytia paulensis
- Clytia pearsonensis
- Clytia pentata
- Clytia phosphoricum
- Clytia rangiroae
- Clytia seriata
- Clytia sibogae
- Clytia simplex
- Clytia singulare
- Clytia stechowi
- Clytia trigona
- Clytia tubitheca
- Clytia uchidai
- Clytia universitatis
- Clytia warreni
- Clytia viridicans